# Mecanisme de distribució

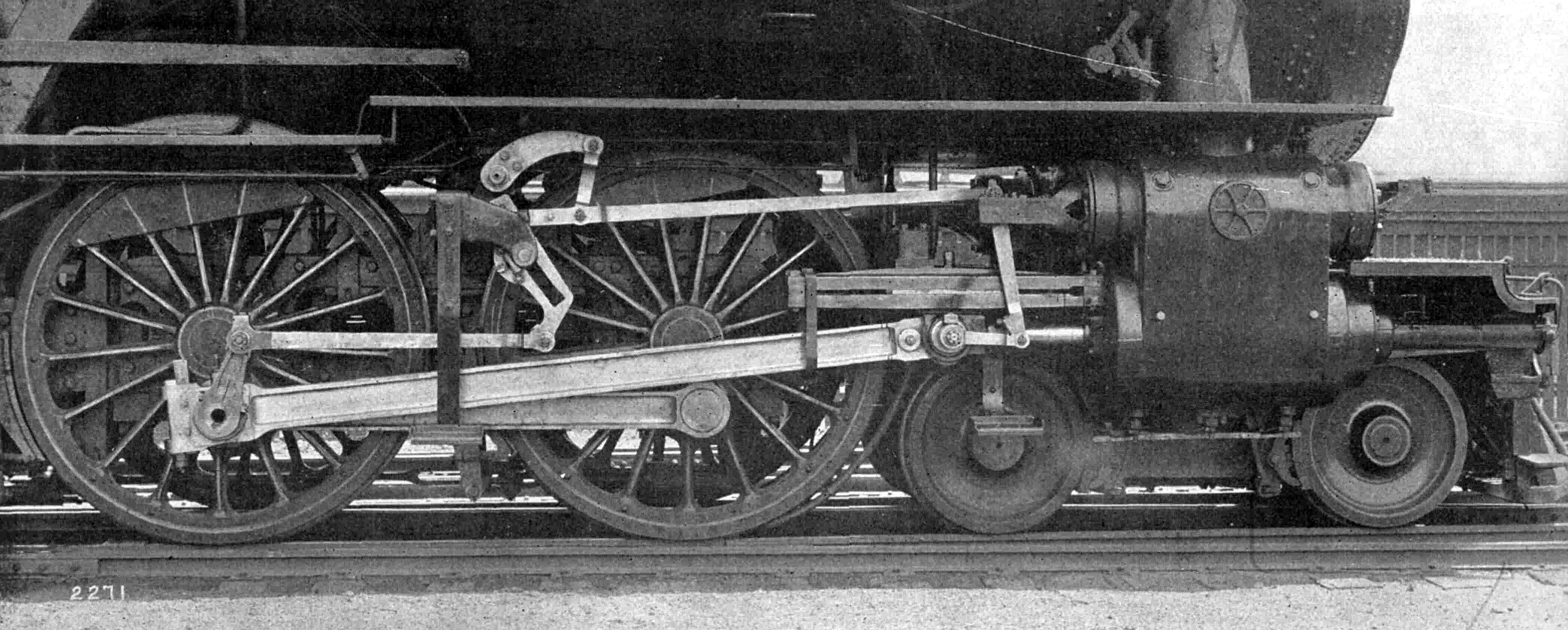
Mecanisme de distribució tipus Walschaerts en una locomotora de vapor

El mecanisme de distribució en una màquina de vapor és un conjunt d'elements que regulen el pas del vapor als cilindres de manera que la màquina pugui funcionar normalment. En les màquines de vapor tradicionals el pas de vapor des del generador cap al cilindre es feia a través d'un col·lector i el moviment de vàlvules adequat a l'interior de l'esmentat col·lector. El moviment de les vàlvules s'aconsegueix mitjançant un mecanisme de distribució.
| | |
| Distribució del sistema Walschaerts/Heusinger | |
| Distribució del sistema Walschaerts/Heusinger | |
| - 1 Cigonyal excèntric - 2 Biela del cigonyal excèntric - 3 Palanca d'inversió de marxa - 4 Biela d'elevació - 5 Braç d'elevació - 6 Braç i eix d'inversió - 7 Braç d'expansió | - 8 Biela lliscant - 9 Capçal en creu - 10 Guia de l'èmbol del pistó de distribució - 11 Palanca (vareta o biela) de precisió - 12 Biela d'enllaç de la palanca de precisió - 13 Èmbol del pistó de distribució - 14 Pistó de distribució |